# 卡莎米亞 (MUD)
卡莎米亞（英語：Casamia MUD），簡稱卡莎，登入歡迎畫面的標題為夢幻の卡莎米亞。是一款於1995年正式上線的MUD遊戲，於2009年後長期關站。早期主要架站在台灣大學大氣系裡，MUD系統採Dikumud，版本為Mercmud。

## 概要
1993年起，「MUD」的風潮從國外捲進台灣。但由於當時網路建設尚未完善，因此起先是在大學學術網路與宿舍網路中萌芽起來，特別是那些設備資源較為豐富的國立大學。經由成功大學、中央大學、交通大學、中山大學與台灣大學的學生自行架設與進行中文化後，才陸續出現一些後來為人所知的「MUD」線上遊戲。例如失落的亞特蘭提斯（Lost Atlantis，簡稱LA）、東方之豬（Easten Pig，簡稱EP）、時空之門（The Ages）、四度空間（Void，又稱7777）等，其中也包含卡莎米亞（Casamia）。
卡莎米亞的原始設計參考了時空之門、失落的亞特蘭提斯與四度空間，其中時空之門先於1994年4月4日開放測試。至於卡莎米亞起源的時間已不可考，但最遲不晚於1995年11月。早期的卡莎米亞由於電腦等級與網路頻寬等條件較有限，常發生動不動就延遲（LAG）的情況。所以很長一段時期，登入名額總是設定在50/50或更低的門檻，白天更不時有登入不進去、嚴重延遲與系統當掉的情形。2000年代初，這時雖然硬體條件升級，卻有不少年輕玩家已流失，多轉往聲光效果較佳的線上遊戲。2008年曾一度休站又復站，直至2009年後不再開放測試。

## 職業
- 魔法師：攻擊型的職業，主力技「銀河星爆」,可多重施法,瞬間傷害最高的角色。
- 牧師：治療型的職業，主力技「龍捲風」。
- 盜賊：速攻型的職業，主力技「繞刺、背刺」。
- 戰士：肉盾型的職業，或是裝備少量裝備走拳術師流派主力技「摔跤」。走刀或劍的主力技「半月波」。
- 詩人：輔助型的職業，以歌唱為主要攻擊技及輔助技，可在隊伍中擺放各式陣型(必須是隊長)，如「五行陣」。
- 舞者：後來新增的職業,主力技「薄伽梵舞」單體傷害力可堆疊至最高的角色。

## 區域
各區域名稱如下：

### 奧德賽大陸（MAP1）
- 身在空中(air)
- 蜘蛛網區(arachnos)
- 育嬰中心(care)
- 馬戲團(circus)
- 水晶湖(crystal)
- 狂龍聖地(cult)
- 築夢城(dream)
- 黑暗精靈城(drow)
- 矮人王國(dwarven)
- 東方沙漠(eastern)
- 精靈峽谷(elven)
- 寂莫森林(enclave)
- 廢棄工場(factory)
- 火蠑螈之都(firenewt)
- 森林邊緣(forest)
- 地精村落(gnome)
- 惡鬼墓園(goblin)
- 地獄(hell)
- 巨魔城市(hood)
- 侏儒王國(juargan)
- 蛇人公園(lizard)
- 魅嘉城(mega)
- 中央城(midgaard)
- 莫瑞亞礦山(moria)
- 大洋洲(ocean)
- 雷登高塔(rand)
- 巨鼠巢穴(rat)
- 泥巴學校(school)
- 藍色精靈村(smurf)
- 白雪城(snows)
- 泰洛城(thalos)

### 柯爾島（MAP2）
- 恩卡拉鐸(ancala)
- 星界(astral)
- 巴爾摩斯城(barmos)
- 南方峽谷(canyon)
- 地下墓窖(catacomb)
- 長安城(chunun)
- 五旗幫(demeter)
- 勇闖地獄門(descent)
- 龍塔(dragon)
- 北極大地(haven)
- 蘇格蘭高地(highland)
- 溫馨的家(house)
- 騎士堡壘(knight)
- 音樂學院(music)
- 涅槃大地(nirvana)
- 奧夫卡(ofcol)
- 金字塔(pyramid)
- 少林寺(shaolin)
- 史巴特城(sparta)
- 幽靈教堂(spirit)
- 黑木崖(sunmoon)
- 盜賊天下(thief)
- 貿易之路(trade)
- 伊格西猶(yggasil)
- 白苗村莊(village)
- 西方之城(western)
- 飛龍之塔(wyvern)

### 貪婪之島（MAP3）
- 夢幻魔窟(castle)
- 魔劍村(cave)
- 天下會(cloud)
- 花園新城(flower)
- 鬼森林(forest)
- 銀河(galaxy)
- 吉納之城(ghenna)
- 魔法高塔(hitower)
- 蘭妮之家(lanny)
- 蘭若寺(lanro)
- 武神平居(lord)
- 迷諾特城堡(mahntor)
- 古都(oldcity)
- 奧林匹茲(olympus)
- 薜爾村(shire)
- 無憂城(solace)
- 太陽帝國(sund)
- 塔羅之塔(tarro)
- 創世紀(ultima)
- 佛卡尼亞城(vulcania)

### 縹緲城、魔界（MAP4）
由MAP2南方港口前往的獨立區域。

### 厄瑞斯島（MAP5）
- 惡靈古堡(ahriman)
- 闇月古鎮(dark)
- 霹靂系館(depart)
- 鬼魅城(ghost)
- 酆都鬼樓(gtower)
- 元素禁地(seal)
- 易水樓(yih-shoei)

### 席恩大陸（MAP6）
- 露娜商城(luna)
- 回憶之鎮(memory)
- 封魔洞窟(sealevil)

### 詳細位置或英文名稱待補充之區域
- 石頭城
- 崑崙山
- 布拉姆斯城

## 外部連結
- 卡莎米亞新手入門網站（2000年）
- 卡莎米亞之官方網站（已關站）